# Arthur B. McDonald
Arthur „Art” Bruce McDonald (n. 29 august 1943, Sydney⁠(d), Nova Scotia, Canada) este un fizician canadian, director al Sudbury Neutrino Observatory Institute și profesor de astrofizică la Queen's University din Kingston, Ontario.
În anul 2015 i-a fost decernat, împreună cu Takaaki Kajita, Premiul Nobel pentru Fizică „pentru descoperirea oscilațiilor neutrinilor, care arată că neutrinii au masă”.